# Otomo Ryusuke
Otomo Ryusuke (sinh ngày 24 tháng 5 năm 2000) là một cầu thủ bóng đá người Nhật Bản.

## Sự nghiệp câu lạc bộ
Otomo Ryusuke hiện đang chơi cho Montedio Yamagata.